# 向上吧！少年
《向上吧！少年》是由湖南卫视和搜狐网搜狐视频联合推出的一款真人秀节目，节目的赞助商为加多宝王老吉涼茶，其中知名艺术圈的人士高晓松、尼克·库珀为常驻评委。

## 历史

### 选拔赛

#### 第一季：2012
2012年2月16日，《向上吧！少年》节目诞生。3月1日到3月31日，《向上吧！少年》开始选拔大中华地区（中国大陆、香港、台湾、新加坡等）的才艺青年。4月6日，《向上吧！少年》初赛结果出炉。5月8日，《向上吧！少年》的200强选出。5月18日，《向上吧！少年》的200强晋级100强选拔赛。5月25日，《向上吧！少年》的100强晋级50强开赛。6月8日，《向上吧！少年》的50强晋级20强开赛。7月1日，《向上吧！少年》的20强晋级14强选出。7月22日，《向上吧！少年》的14强晋级7强选出，并且7强组合成为“中国梦之队”。9月5日，第一季比赛完美收官。劉雨昕、劉也、左溢、刘俊麟（RTA少年组）等进入七强。

### 海外友谊赛
8月5日，台湾少年踢馆赛开始。8月12日，韩国少年踢馆赛开始。 8月26日，美国少年踢馆赛。

## 制作
《向上吧！少年》首创“台网联动”的模式，网络点击率达到了5.7亿次。

## 轶事
《向上吧！少年》节目停播多年后突然再次引发热议。2018年，有网友发现，TFBOYS队长王俊凯、队员易烊千玺、NINE PERCENT队长兼中心位蔡徐坤、SNH48成员鞠婧禕都曾经参加过这个节目，并都被淘汰出局，其中鞠婧祎在海选阶段就被淘汰，甚至没有见到下一赛段的评委高晓松。这四名艺人后来都成为“顶流”，反倒是当时的冠军刘雨昕发展一直不是十分顺利，直到2020年通过《青春有你2》受到广泛关注并以第一名的成绩再次出道，而《青春有你2》的青春制作人代表恰好是当年被淘汰的蔡徐坤。《向上吧！少年》因此被戏称为“神奇的节目”、“有毒的节目”。对此高晓松自嘲“有眼无珠”，还曾经在其他选秀节目淘汰过周笔畅、张靓颖、羽·泉，还劝过斯琴格日乐改行。